# Laverne Cox
Laverne Cox   (Mobile, 29 de maig de 1972) és una actriu estatunidenca destacada en programes de telerealitat, productora de televisió i defensora dels drets de la comunitat LGBT. És coneguda pel seu paper de Sophia Burset en la sèrie de Netflix Orange Is the New Black, per la qual es va convertir en la primera persona obertament transsexual nominada a un premi Primetime Emmy en la categoria d'actriu, i la primera a ser nominada a un Emmy des de la nominació de la compositora Angela Morley el 1990.
També és coneguda per la seva aparició com a concursant al programa de VH1 I Want to Work for Diddy, i per produir i copresentar el programa sobre canvi d'imatge TRANSform Me, també de VH1. L'abril de 2014 Cox va ser guardonada amb el premi GLAAD pel seu treball com a defensora dels drets de la comunitat transsexual. El 9 de juny de 2014 Cox es va convertir en la primera persona obertament transsexual a aparèixer en la portada de la revista Time.

## Primers anys
Cox va néixer a Mobile (Alabama) i té un germà bessó, M Lamar, que actua com a Sophia abans de l'operació de canvi de sexe (amb el nom de Marcus) a Orange Is the New Black. Cox va admetre en una entrevista que va intentar suïcidar-se als 11 anys, quan es va adonar que havia desenvolupat sentiments pels seus companys de classe i havia sofert assetjament per no actuar "de la forma en la que hauria de comportar-se algú que havia estat assignat home en néixer". Es va graduar per l'Alabama School of Fine Arts a Birmingham (Alabama), on es va especialitzar en dansa i pel Marymount Manhattan College de Nova York, on va canviar la dansa per l'actuació.

## Carrera artística
Cox és principalment coneguda pel seu paper aa Orange Is the New Black com Sophia Burset, una dona transsexual enviada a presó per un frau de targetes de crèdit. Prèviament va aparèixer com a concursant a I Want to Work for Diddy, i va produir i copresentar el programa de telerealitat de VH1 TRANSform Me, cosa que la va convertir en la primera persona transsexual afroamericana a produir i protagonitzar el seu propi programa de televisió. Tots dos programes van ser nominats als premis GLAAD com programes de telerealitat destacats. També ha aparegut en algunes sèries de televisió que inclouen títols com Law & Order', Bored to Death i Musical Chairs.
A més de treballar com a actriu, imparteix xerrades i escriu articles sobre els drets de la comunitat LGBT i altres assumptes actuals en diferents mitjans, com el Huffington Post. El seu paper a Orange Is the New Black la dota d'una plataforma en la qual pot parlar sobre els drets de la comunitat transsexual. En una entrevista, Cox deia que "Sophia és un personatge multidimensional amb el qual la gent realment pot tenir empatia—de sobte, estan tenint empatia amb una persona transsexual real. I per a la gent transsexual, que necessita veure representació mediàtica de gent com ells i de les seves experiències, és aquí quan es converteix en alguna cosa realment important."
Cox va aparèixer en la portada de la revista Time del 9 de juny de 2014, i va ser entrevistada per a l'article "The Transgender Tipping Point" de Katy Steinmetz, que va aparèixer en el mateix exemplar i el títol del qual apareixia també en la portada; això va convertir Laverne Cox en la primera persona transsexual a aparèixer en la portada de la revista.
Més tard aquest mateix any, Cox es va convertir en la primera persona transsexual a ser nominada a un Emmy en la categoria de millor actriu secundària en una sèrie de comèdia pel seu paper com Sophia Burset a Orange Is the New Black.
També el 2014 Cox va aparèixer en el videoclip de la cançó de John Legend "You & I (Nobody In The World)". El 17 d'octubre de 2014 es va estrenar a MTV i Logo el documental Laverne Cox Presents: The T Word, d'una hora de durada, produït i narrat per la mateix Cox.

## Premis i reconeixements
El 2013 Cox va rebre el premi d'honor Anti-Violence Project 2013 Courage Award. El novembre de 2013 va rebre el Reader's Choice Award en la gala d'Out Magazine, que recollia la selecció de les 100 persones més irresistibles de l'any. El 2014 va ser nomenada dona de l'any per la revista Glamur. També el 2014 va ser inclosa al Root 100, una llista que reconeix als "destacats capdavanters, innovadors i forjadors de cultura negres" de fins a 45 anys. Va obtenir el primer lloc en la llista del diari britànic The Guardian World Pride Power List, en la qual apareixen les persones més influents pertanyents a la comunitat LGTB. El mateix any va rebre el premi Stephen F. Kolzak de GLAAD.

## Filmografia
| Any  | Títol                                       | Paper            | Notes        |
| ---- | ------------------------------------------- | ---------------- | ------------ |
| 2000 | Betty Anderson                              | Deirdre          | Curtmetratge |
| 2004 | Kings of Brooklyn, TheThe Kings of Brooklyn | Noia             |              |
| 2008 | All Night                                   | Layla            | Curtmetratge |
| 2009 | Uncle Stephanie                             | Stephanie        |              |
| 2010 | Bronx Paradise                              | Prostituta       |              |
| 2011 | Carla                                       | Cinnamon         |              |
| 2011 | Musical Chairs                              | Chantelle        |              |
| 2012 | Migraine                                    | Lola             | Curtmetratge |
| 2012 | Exhibitionists, TheThe Exhibitionists       | Blithe Stargazer |              |
| 2013 | 36 Saints                                   | Genesuis         |              |
| 2014 | Grand Street                                | Chardonnay       |              |

| Any             | Títol                    | Paper                  | Notes |
| --------------- | ------------------------ | ---------------------- | --- |
| 2008            | Law & Order              | Candace                | Episodi: "Closet" |
| 2008            | I Want to Work for Diddy | Ella mateixa           | 6 episodis |
| 2008            | Law & Order              | Minnie                 | Episodi: "Sweetie" |
| 2009            | Bored to Death           | Prostituta transsexual | Episodi: "Stockholm Syndrome" |
| 2010            | TRANSform Me             | Ella mateixa           | Presentadora i productora; 8 episodis |
| 2013–actualitat | Orange Is the New Black  | Sophia Burset          | 19 episodis Nominada—Critics' Choice Television Awards for Best Supporting Actress in a Comedy Series Nominada—Primetime Emmy Award for Outstanding Guest Actress in a Comedy Series |
| 2014            | Faking It                | Margot                 | Episodi: "Stupid Drama Queens" |